# Abu Mandil
Abu Mandil (arab. أبو منديل) – wieś w Syrii, w muhafazie Aleppo, w dystrykcie Manbidż. W 2004 roku liczyła 578 mieszkańców.